# 스량

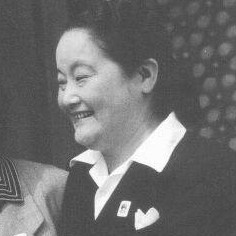

스량(史良, 1900년 3월 27일 ~ 1985년 9월 6일)은 중화민국의 저명한 변호사이자 활동가이다. 1936년 일본과의 전쟁 직전에 7인의 신사 사고로 알려진 사건에서 체포된 유일한 여성이었다. 1949년 중화인민공화국 사법부의 제1대 총리가 되었다.

## 생애
1900년 장쑤성 창저우시에서 태어났다. 상하이에서 교육을 받았으며 그곳에서 변호사가 되었다. 그녀와 다른 지식인 6명은 1936년 장개석 정부에 의해 체포되었으며 이 사건을 7인의 신사 사고로 부른다.

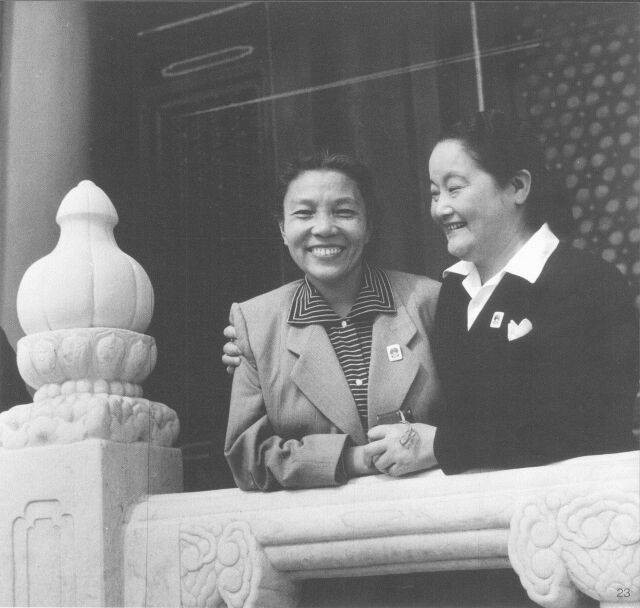
1950년 천안문에서의 차이창과 스량

스량은 1949년부터 1959년까지 중화인민공화국의 제1대 총리를 역임했다.

## 참고 자료
- Lee, Lily Xiao Hong (2016). 〈Shi Liang〉. 《Biographical Dictionary of Chinese Women. Volume 2》. London: Routldge. 450–455쪽.[깨진 링크(과거 내용 찾기)]
- Shan, Patrick Fuliang (2013), “Demythologizing Politicized Myths: A New Interpretation of the Seven Gentlemen Incident”, 《Frontiers of History in China》 8 (1): 51–77